# 龙图河
龙图河，位于中华人民共和国江西省寻乌县境内，是东江源头寻乌水右岸支流，发源于寻乌县三标乡小湖岽村，向南流经桂竹帽镇，于留车镇窝尾山北汇入寻乌水。河长51.2千米，河道平均比降6.0‰，流域面积268平方千米，年均径流量2.49亿立方米。